# Alchemilla schischkinii
Alchemilla schischkinii é uma espécie de rosácea do gênero Alchemilla, pertencente à família Rosaceae.